# Muchacha dormida
Muchacha dormida (Het Meisje Slapende) es un cuadro de Johannes Vermeer pintado alrededor de 1657 y expuesto en el Museo Metropolitano de Nueva York. Está pintado en óleo sobre lienzo y mide 87,6 cm x 76,5 cm. 

## Descripción

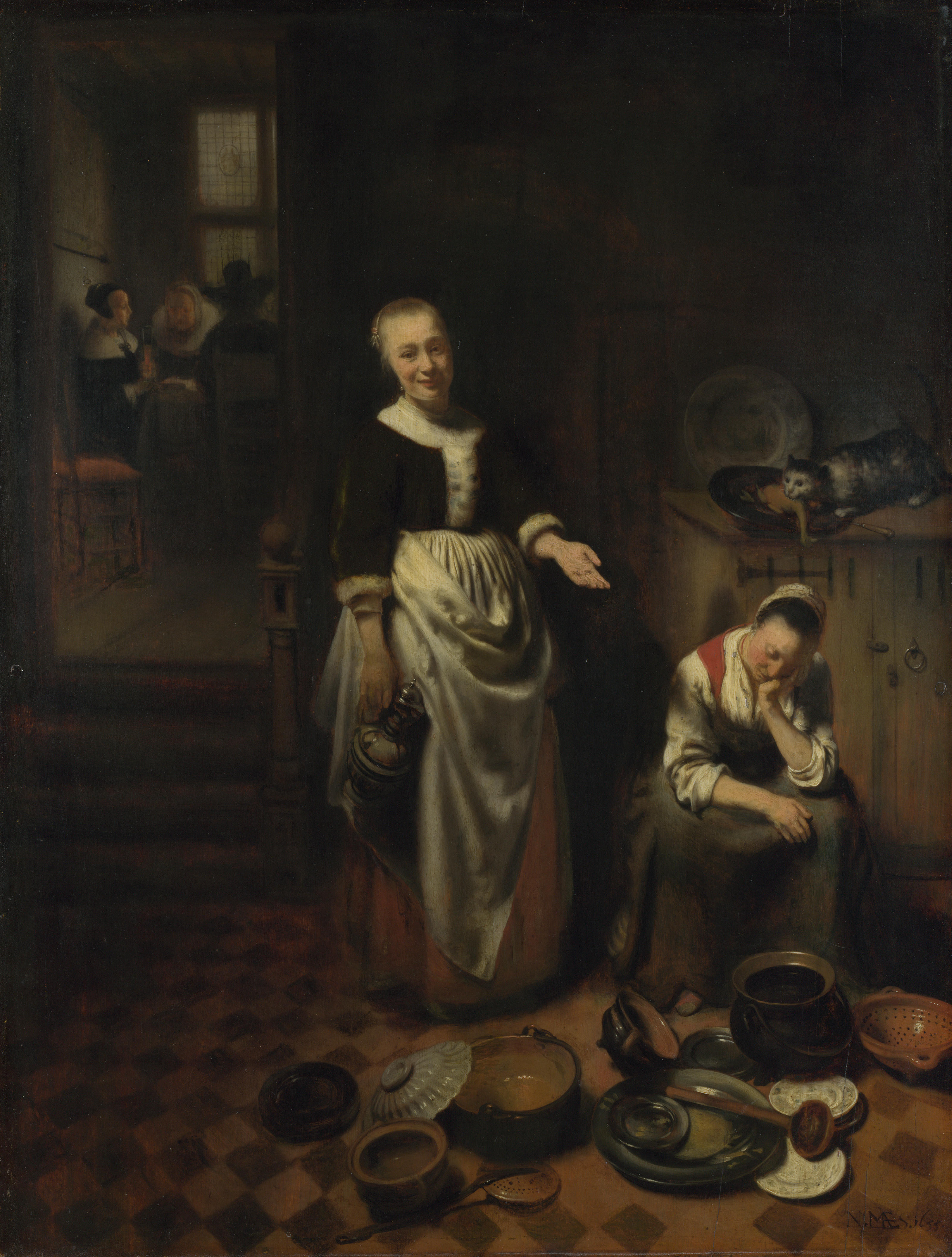
Moza durmiendo, Nicolaes Maes.

El tema podría indicar la decepción en el amor: la posición de la joven detrás de la mesa, con poca luz. En el lenguaje de los símbolos en boga en aquel momento, esta alegoría simboliza el amor desengañado: El amor requiere sinceridad. 
Probablemente, en comparación con la tabla de Nicolaes Maes Moza durmiendo y criada, fue registrada en un catálogo de 1696 bajo el título de Una sierva borracha. La jarra, la copa de vino y el desorden de la habitación también sugieren el tema de la embriaguez. 
Entre el amor y el sueño del alcohol, es difícil decidir: Vermeer juega principalmente con la sombra y la luz en un espacio cerrado para crear un ambiente donde toda interpretación es válida. 
Estudios radiológicos han revelado que se borró una figura masculina originalmente incluida junto a la puerta.